# 羅賓·夫林斯
羅賓·夫林斯（荷蘭語：Robin Frijns，1991年8月7日—）是一位荷蘭賽車手，生於荷蘭馬斯垂克，定居於比利時。他是2012年雷諾方程式3.5系列賽冠軍，同時也是自2005年冠軍羅伯特·庫畢薩後，第一位於首個賽季便獲得冠軍的車手。

## 職業生涯

### 卡丁車
夫林斯在比利時與法國已是一位活躍的卡丁車手。他在2008年的歐洲錦標賽KF2級別獲得季軍，以及法國錦標賽的同一級別贏得亞軍。

### 寶馬方程式
夫林斯在2009年加入約瑟夫·考夫曼車隊（Josef Kaufmann Racing），參加歐洲寶馬方程式，展開了他的方程式賽車生涯。他在銀石獲得冠軍，並在整季中站上六次頒獎台，最終在積分榜上獲得季軍。他同時也是積分榜上名次最佳的菜鳥車手。

### 雷諾方程式

#### 雷諾方程式2.0
夫林斯在2010年北歐盃的斯帕-弗朗科爾尚站，首次嘗試雷諾方程式2.0賽事。夫林斯當時再次為約瑟夫·考夫曼車隊參賽，在該站的第一場比賽獲得第二名，接著的第二場獲得第五名，最終在第三場賽事贏得冠軍。
夫林斯在2011年持續為約瑟夫·考夫曼車隊出賽，參加了整季的雷諾方程式2.0歐洲盃。他在他的首個賽季便贏得了冠軍，而在整個賽季獲得五場賽事的勝利——包括銀石站的兩場——並與他最大的競爭對手小卡洛斯·塞恩斯保持著45分的差距。
夫林斯也參加了雷諾方程式2.0北歐盃，儘管錯過了奧舍爾斯萊本、莫斯特和蒙札站，他仍在該季的積分榜上名列第四名。他在整個賽季中贏過一場比賽，並站上七次頒獎台。

#### 雷諾方程式3.5
夫林斯在2012年轉往參加雷諾方程式3.5——雷諾世界系列賽的最高級別——此次則加入了英國的弗泰克車隊。夫林斯就如同2011年一般，在他的首個賽季便贏得冠軍，並在整個賽季中贏得了阿拉貢賽道、莫斯科賽道和匈牙利賽道的勝利，站上5次頒獎台以及獲得4次桿位。
當夫林斯在賽季於巴塞隆納的最後一站與儒勒·比安奇發生碰撞後，使得他的冠軍頭銜在爭議之中誕生。夫林斯在比賽開始後的第21圈被比安奇超越，而他之後也立刻受到了卡林車手凱文·馬格努森所帶來的壓力。馬格努森在雷普索爾彎嘗試超越夫林斯，但夫林斯往旁阻擋住他。這次的阻擋迫使比安奇衝出賽道，使他駛上礫石緩衝區，接著便撞上了牆而退賽。夫林斯最終以第七名完賽，但因為他造成了一場本可避免的碰撞，賽事幹事決定在他最終的比賽時間加上25秒作為處罰，使他滑落至第14名。因為比安其未能獲得積分，以及另一位冠軍爭奪者山姆·伯德未獲得足夠的積分，使得夫林斯順利獲得冠軍頭銜。比安奇在比賽後數天控訴夫林斯故意將他逼出賽道，但夫林斯否認這項指控。

#### GP2系列賽
夫林斯在2012年底宣布他在2013年將不會參賽雷諾方程式3.5，且在他成為薩伯測試車手的宣布後，因為他不會在2013年整季都為他們測試，所以他的新車隊表示希望夫林斯能夠在2013年為他們參賽。
夫林斯與梅賽德斯的德國房車大師賽車隊一次令人印象深刻的測試後，他未能獲得梅賽德斯的一席。因此夫林斯改為爭取GP2的出賽，他為資深的三叉戟車隊和新的Russian Time車隊測試。夫林斯展現出極佳的速度，而三叉戟車隊的主席莫里吉奧·薩爾瓦多裡（Maurizio Salvadori）也讚賞他，並表明他想要夫林斯為車隊出賽的意願。然而資金缺乏讓他未能在2013年於馬來西亞的開幕站上場。
在於巴林的第二站前，夫林斯宣布他將會取代康納爾·達利，與帕爾·瓦哈格一同為2013年新成立的希爾默車隊出戰該季的第二場賽事。夫林斯在排位賽領先前一賽季有望獲得冠軍的詹姆斯·卡拉多，取得不錯的第10位。但是他仍在比賽中努力適應新的倍耐力輪胎，而在第一場比賽中與斯特凡·瑞西米發生碰撞，且在這個周末未能獲得任何積分。然而車隊主席弗朗茨·希爾默（Franz Hilmer）對夫林斯留下了深刻的印象，並希望他能為車隊出賽整個2013年賽季。
夫林斯在他的第二個周末，於加泰隆尼亞賽道支助2013年西班牙大獎賽的兩場賽事獲得了冠軍與亞軍。

### 一級方程式
薩伯在2012年10月18日宣布夫林斯將會與該隊的測試、儲備車手伊斯班·古鐵雷斯，一同在阿布扎比的青年車手測試為他們的賽車做測試。夫林斯身為一位排名最高的雷諾方程式車手，但卻沒有加入任何現有的一級方程式車隊，而他也被紅牛車隊列入他的們測試陣容當中。
ESPN評論員本·埃文斯（Ben Evans）在回顧夫林斯的2012年賽季後，表示「明年任何低於一級方程式車手的席位將會成為一個莫大的諷刺。」
夫林斯在2012年11月23日被公布將會成為薩伯車隊的一員，且會在2013年作為測試及儲備車手。
夫林斯在2014年1月21日證實他將是卡特漢姆車隊在2014年一級方程式賽季的儲備車手。

## 賽車生涯成績

### 職業生涯摘要
| 賽季   | 賽事                | 車隊              | 出賽     | 勝場     | 桿位     | 最快單圈 | 頒獎台   | 積分     | 排名     |
| ------ | ------------------- | ----------------- | -------- | -------- | -------- | -------- | -------- | -------- | -------- |
| 2009年 | 歐洲寶馬方程式      | 約瑟夫·考夫曼車隊 | 16       | 1        | 1        | 1        | 6        | 265      | 季軍     |
| 2010年 | 歐洲寶馬方程式      | 約瑟夫·考夫曼車隊 | 16       | 6        | 3        | 3        | 13       | 383      | 冠軍     |
| 2010年 | 雷諾方程式2.0北歐盃 | 約瑟夫·考夫曼車隊 | 3        | 1        | 0        | 1        | 2        | 70       | 第14     |
| 2011年 | 雷諾方程式2.0歐洲盃 | 約瑟夫·考夫曼車隊 | 14       | 5        | 1        | 0        | 9        | 245      | 冠軍     |
| 2011年 | 雷諾方程式2.0北歐盃 | 約瑟夫·考夫曼車隊 | 12       | 1        | 1        | 2        | 7        | 238      | 第4      |
| 2012年 | 雷諾方程式3.5系列賽 | 弗泰克車隊        | 17       | 3        | 4        | 1        | 8        | 189      | 冠軍     |
| 2013年 | GP2系列賽           | 希爾默車隊        | 10       | 1        | 0        | 0        | 2        | 47       | 第15     |
| 2013年 | 一級方程式          | 薩伯車隊          | 測試車手 | 測試車手 | 測試車手 | 測試車手 | 測試車手 | 測試車手 | 測試車手 |
| 2014年 | 一級方程式          | 卡特漢姆車隊      | 測試車手 | 測試車手 | 測試車手 | 測試車手 | 測試車手 | 測試車手 | 測試車手 |

* 賽季進行中。

### 雷諾方程式3.5系列賽成績
（圖例） 粗體表示桿位起跑，斜體表示最快圈速
| 賽季   | 車隊       | 1       | 2       | 3         | 4       | 5       | 6       | 7       | 8     | 9        | 10      | 11      | 12    | 13      | 14      | 15      | 16      | 17       | 名次 | 積分 |
| ------ | ---------- | ------- | ------- | --------- | ------- | ------- | ------- | ------- | ----- | -------- | ------- | ------- | ----- | ------- | ------- | ------- | ------- | -------- | ---- | ---- |
| 2012年 | 弗泰克車隊 | ALC 1 3 | ALC 2 1 | MON 1 Ret | SPA 1 7 | SPA 2 3 | NÜR 1 3 | NÜR 2 5 | MSC 1 | MSC 2 17 | SIL 1 2 | SIL 2 9 | HUN 1 | HUN 2 5 | LEC 1 7 | LEC 2 9 | CAT 1 3 | CAT 2 14 | 冠軍 | 189  |

### GP2系列賽成績
（圖例） 粗體表示桿位起跑，斜體表示最快圈速
| 賽季   | 車隊       | 1       | 2       | 3          | 4          | 5         | 6         | 7           | 8          | 9          | 10          | 11        | 12          | 13      | 14      | 15        | 16          | 17      | 18      | 19      | 20      | 21      | 22      | 名次 | 積分 |
| ------ | ---------- | ------- | ------- | ---------- | ---------- | --------- | --------- | ----------- | ---------- | ---------- | ----------- | --------- | ----------- | ------- | ------- | --------- | ----------- | ------- | ------- | ------- | ------- | ------- | ------- | ---- | ---- |
| 2013年 | 希爾默車隊 | MYS FEA | MYS SPR | BHR FEA 21 | BHR SPR 23 | ESP FEA 1 | ESP SPR 2 | MON FEA Ret | MON SPR 15 | GBR FEA 13 | GBR SPR Ret | GER FEA 6 | GER SPR Ret | HUN FEA | HUN SPR | BEL FEA 9 | BEL SPR Ret | ITA FEA | ITA SPR | SGP FEA | SGP SPR | ABU FEA | ABU SPR | 第15 | 47   |

### 一級方程式成績
（图例）粗體為桿位出賽，斜體為最快圈速
| 赛季   | 车队         | 底盤          | 引擎                        | 1  | 2  | 3       | 4  | 5  | 6  | 7  | 8  | 9     | 10 | 11 | 12 | 13 | 14 | 15 | 16 | 17 | 18   | 19 | 20 | 名次 | 积分 |
| ------ | ------------ | ------------- | --------------------------- | -- | -- | ------- | -- | -- | -- | -- | -- | ----- | -- | -- | -- | -- | -- | -- | -- | -- | ---- | -- | -- | ---- | ---- |
| 2014年 | 卡特漢姆車隊 | 卡特漢姆 CT05 | 雷诺Energy F1-2014 1.6 V6 t | 澳 | 马 | 巴林 TD | 中 | 西 | 摩 | 加 | 奥 | 英 TD | 德 | 匈 | 比 |    | 新 | 日 | 俄 | 美 | 巴西 | 阿 |    | -*   | -*   |

* 賽季進行中。

## 外部連結
- 官方网站
- 羅賓·夫林斯 在DriverDB.com上的职业生涯数据（英文）
- 羅賓·夫林斯的X（前Twitter）

| 體育角色             | 體育角色                            | 體育角色             |
| -------------------- | ----------------------------------- | -------------------- |
| 前任： 費利佩·納斯爾 | 歐洲寶馬方程式 冠軍 2010年          | 繼任： 錦標賽已解散  |
| 前任： 凯文·科乔斯   | 雷諾方程式2.0歐洲盃 Champion 2011年 | 繼任： 斯托弗·范多恩 |
| 前任： 羅伯特·威肯斯 | 雷諾方程式3.5系列賽 Champion 2012年 | 繼任： 凱文·馬格努森 |